# کتابخانه مرکزی سیاتل
کتابخانه مرکزی سیاتل (به انگلیسی: Seattle Public Library) از کتابخانه‌های عمومی شهر سیاتل، واشینگتن در واشینگتن (ایالت) در ایالات متحده آمریکا است که در سال ۱۹۰۶ با حمایت مالی اندرو کارنگی تأسیس شده است.
کتابخانه عمومی سیاتل ۱۱ طبقه دارد و معمار کتابخانه رم کولهاوس است.

## نگارخانه

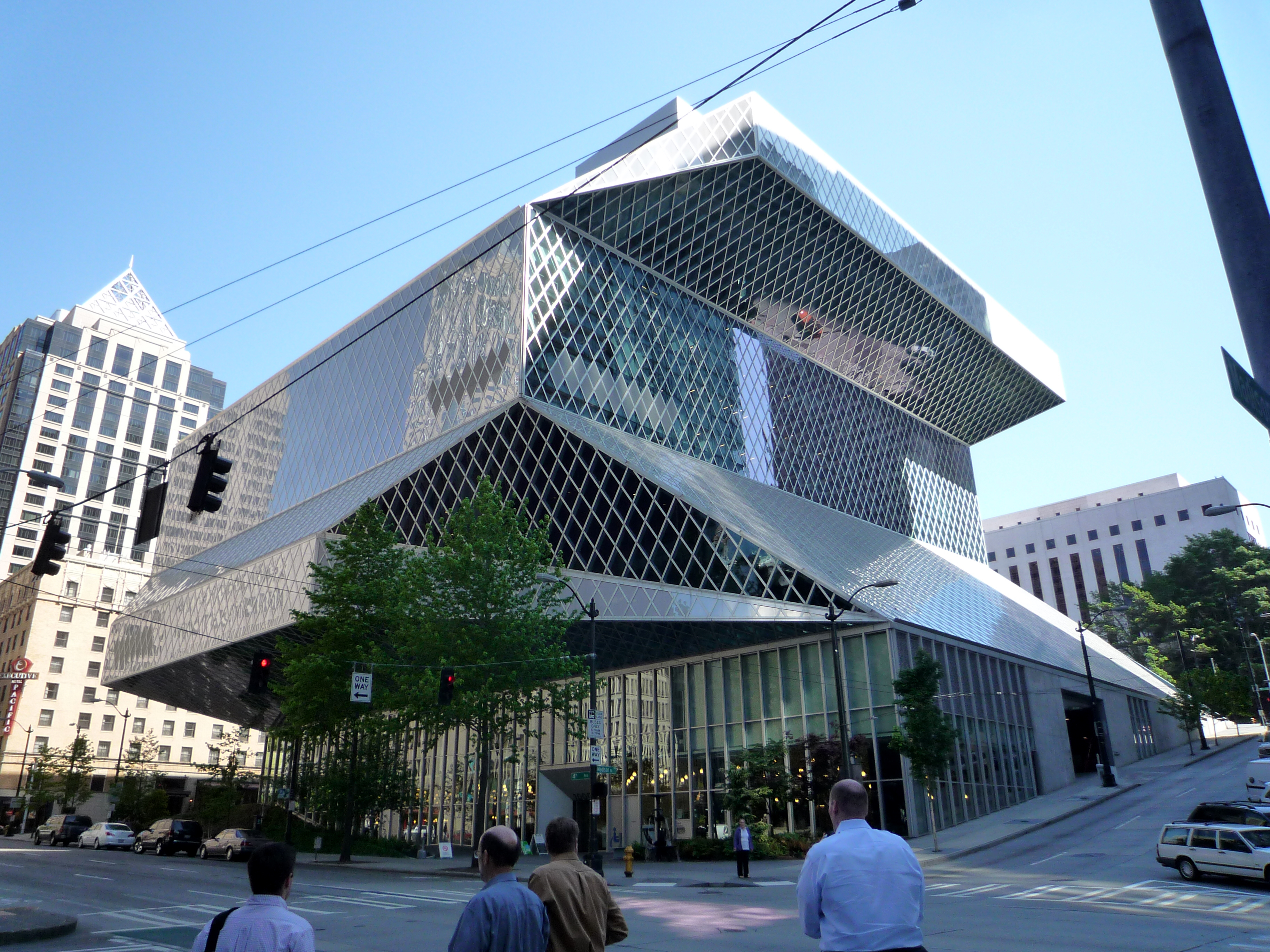
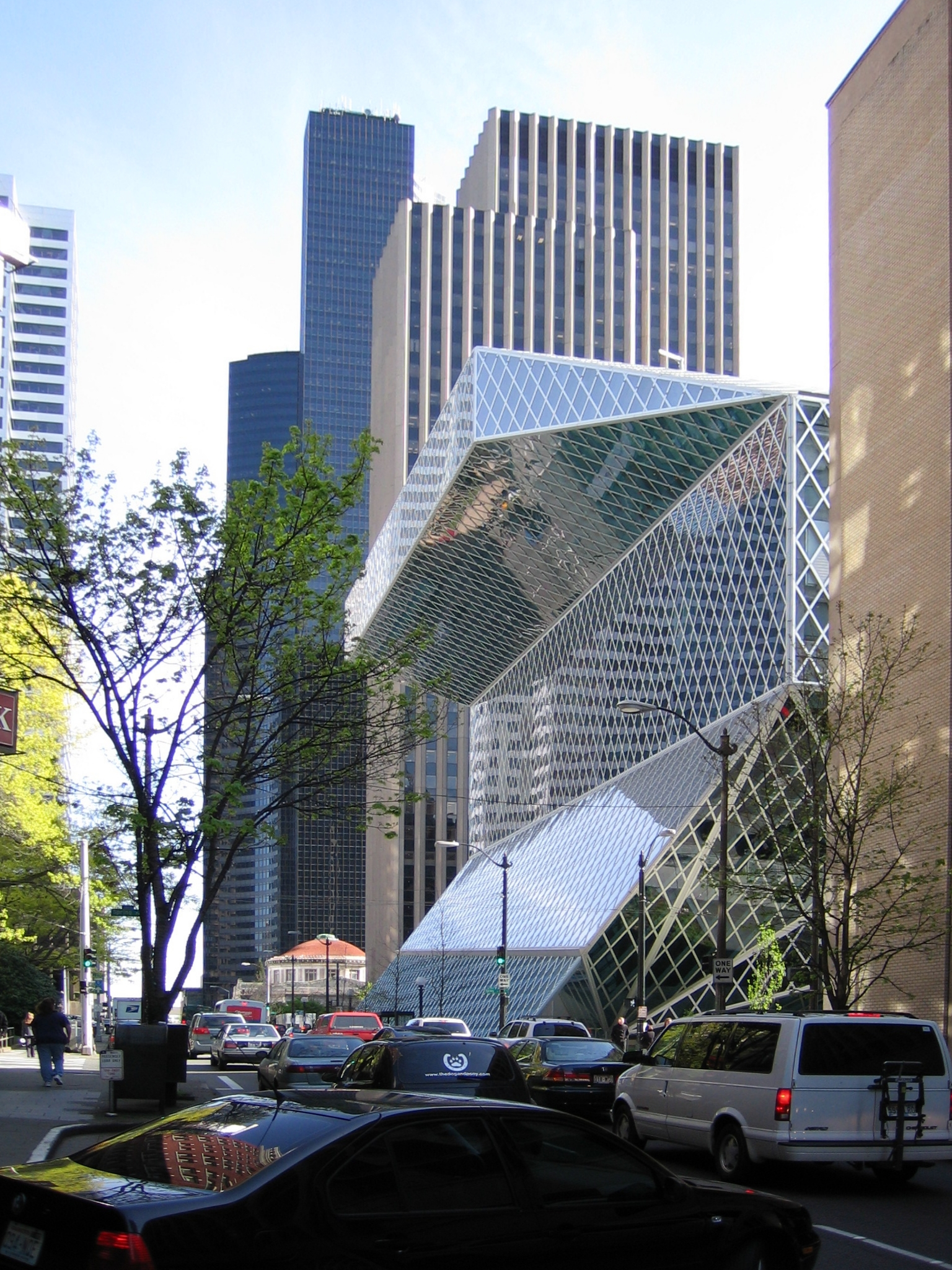
نمای جنوب غربی
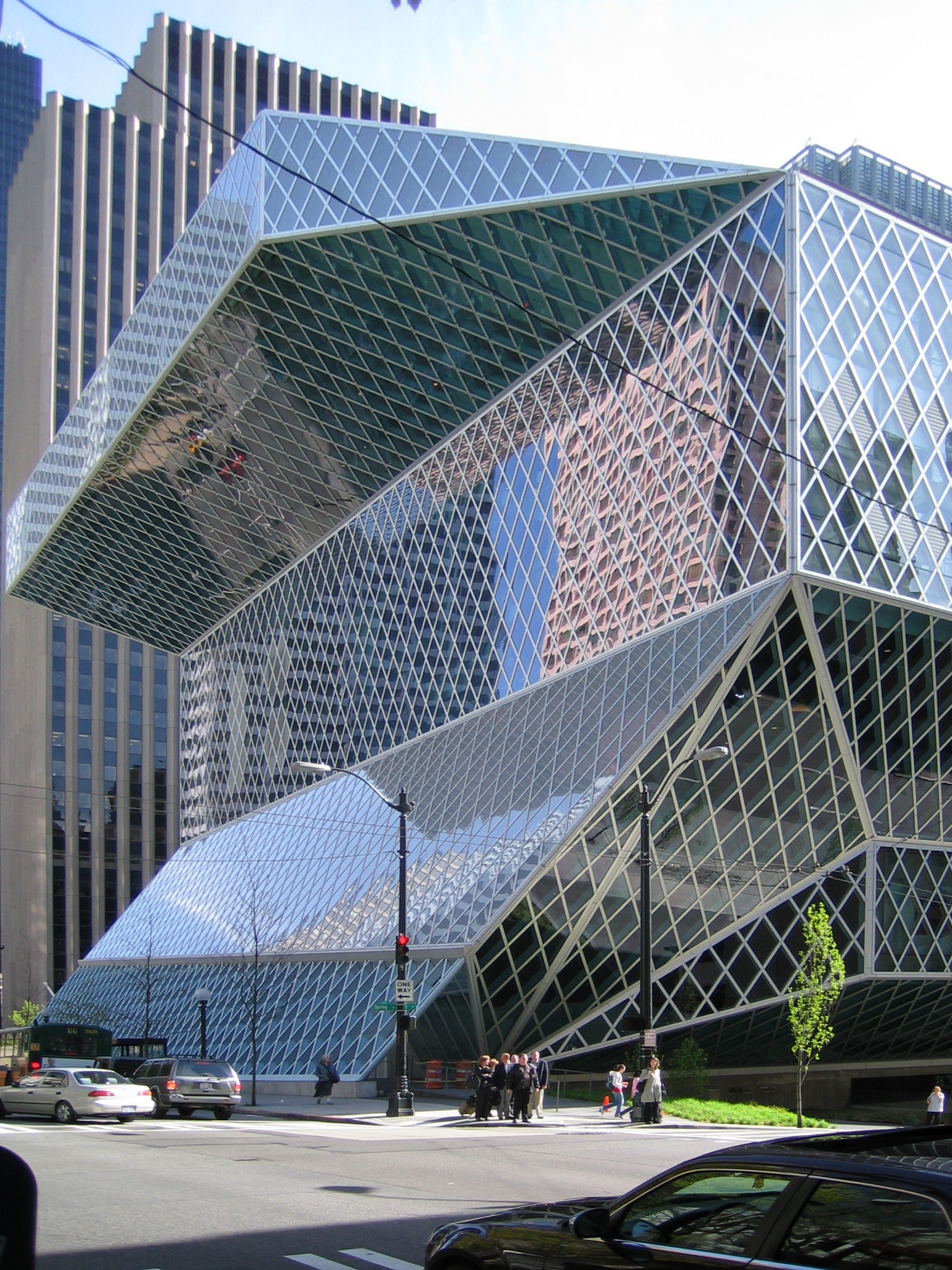
نمای جنوب شرقی
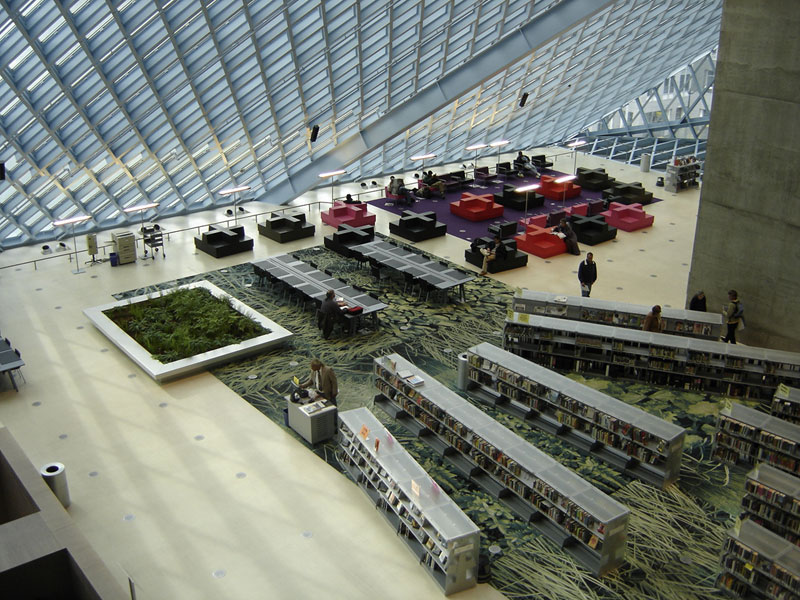
نمای داخل
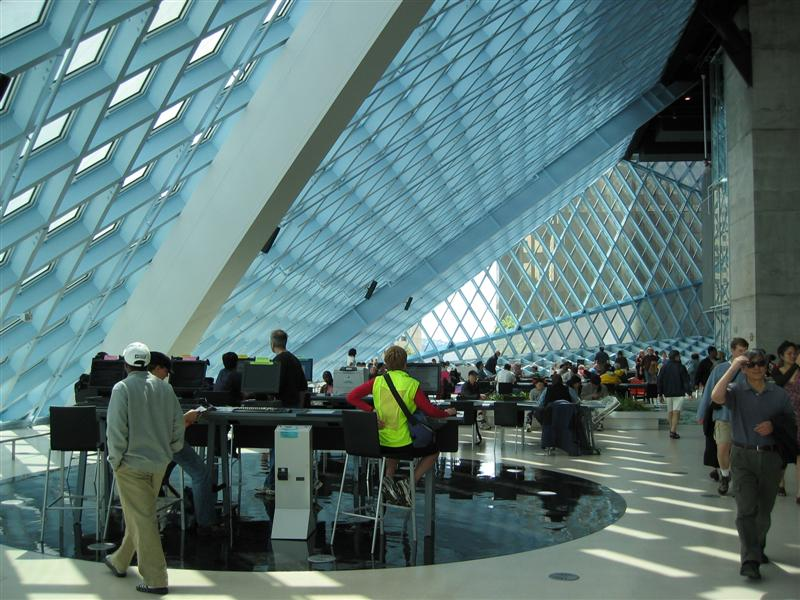
نمای داخل